# Киприно (Алтайский край)
Ки́прино — село в Шелаболихинском районе Алтайского края, Россия. Административный центр Кипринского сельсовета.

## География
Село находится вблизи озера Кишкино. На территории села находится устье реки Купринская.
Уличная сеть
В селе 15 улиц.
Расстояние до
- районного центра Шелаболиха 38 км.
- краевого центра Барнаул 114 км[7].

Ближайшие населённые пункты
Сакмарино 3 км, Селезнево 7 км, Быково 8 км, Омутское 11 км, Чайкино 12 км, Юдиха 13 км, Новосёловка 13 км, Крутишка 17 км, Луговое 17 км, Ивановка 18 км, Ильинка 18 км, Верх-Кучук 22 км.
Транспорт
Село связывает с административными центрами сеть автомобильных дорог.

## История
Точная дата основания села неизвестна, предположительно 30-е годы XVIII века. В «Списке населённых мест Сибирского края» указан 1626 год. Первое упоминание о деревне Кишкина Малышевской слободы относится к 1745 году, что отражено в материалах 2-й ревизии 1745 года: «Вновь поселены у Кузнецкого ведомства Малышевской слободы деревня Кишкина. Иван Блинов, у него брат Трофим. Итого в деревне Кишкиной разночинцев две души».
По пятой ревизии деревня Киприна числится в Колыванской губернии Кулундинской слободы. С 1864 года село входило в Томскую губернию Барнаульского округа (позже уезда) Кулундинской волости.
Деревня Киприно находилась на территории Тобольской провинции Кузнецкого ведомства Малышевской слободы (ныне Сузунский район Новосибирской области). С 1864 года село входило в Томскую губернию Барнаульского округа (позже уезда) Кулундинской волости. С 1902 года село Киприно вошло в Обскую волость (центр село Юдиха) Барнаульского уезда Томской губернии. Постановлением Временного правительства от 17 июня 1917 года Томская губерния была разделена на Томскую и Алтайскую губернии.
Киприно с 1 июля 1917 года стало центром Кипринской волости Каменского уезда Алтайской губернии. С 1920 года село перешло в подчинение вновь образованной Новониколаевской (Новосибирскую) губернию. С 25 мая 1925 года в Кипринском районе Каменского округаСибирского края
В 1902 году из Кулундинской волости была выделена в самостоятельную административную единицу Обская (Юдихинская) волость с центром в селе Юдиха. В неё были включены населённые пункты: Батурово, Быково, Верх-Кучук, Ильинка, Киприно, Кучук, деревня Макарова, Омутская, Селезнево, сёла Шелаболиха и Юдиха. В 1911 году в деревне проживало 2426 человек — 1098 мужского и 1328 женского пола.
С 1 июля 1917 году село Киприно стало центром Кипринской волости и оставалось им вплоть до 25 мая 1924 года, когда был образован Кипринский район, просуществовавший до 20 февраля 1931 года.
В 1928 году Киприно состояло из 441 хозяйства, основное население — русские. Являлось районным центром (с 12.09.1924 по 20.02.1931) Кипринского сельсовета Кипринского района Каменского округа Сибирского края.
В селе был Кипринский приход с церковью Усекновения главы Св. Предтечи и Крестителя Господня Иоанна, открытой в 1860 году (Перечень церковных приходов, бывших на территории современного Алтайского края, составленный на основе «Справочной книги по Томской епархии за 1909—1910 годы» (Документы по истории церквей и вероисповеданий в Алтайском крае (XVII — начало XX вв.). Барнаул, 1997. С.398). При церкви была школа грамоты, в которой обучалось 15 детей. Церковь закрыли в феврале 1939 году.

## Население
| 1997  | 1998  | 1999  | 2000  | 2001  | 2002  | 2003  |
| ----- | ----- | ----- | ----- | ----- | ----- | ----- |
| 1400  | ↘1366 | ↗1377 | ↗1428 | ↗1462 | ↗1488 | ↘1403 |
| 2004  | 2005  | 2006  | 2007  | 2008  | 2009  | 2010  |
| ↗1406 | ↗1419 | ↘1412 | ↘1409 | ↘1378 | ↘1244 | ↘1225 |
| 2011  | 2012  | 2013  |       |       |       |       |
| ↗1226 | ↘1204 | ↘1192 |       |       |       |       |

## Инфраструктура
В селе работают АО «Кипринское», ООО «Кипр» (выращивание зерновых и зернобобовых культур, разведение крупного рогатого скота), крестьянские хозяйства.
АО «Кипринский маслосырзавод» перерабатывает молочную продукцию и производит популярную одноимённую марку масла и сыра. Это одна из ведущих компаний в регионе, специализирующаяся на изготовлении сыров. Компания основана 11 июня 1997 года . Её торговые дома открыты в Москве, Сибири и на Дальнем Востоке. В 2019 году открыт туристический «Сырный маршрут» 
В селе с 1891 года работает МБОУ «Кипринская СОШ», МБДОУ «Кипринский детский сад «Колосок», МКУК «Кипринский культурно-досуговый центр», магазины, коммунальные и торговые организации, почта и ФАП.
Открыта точка доступа к интернету.